# Asociación Internacional de Pesca Deportiva

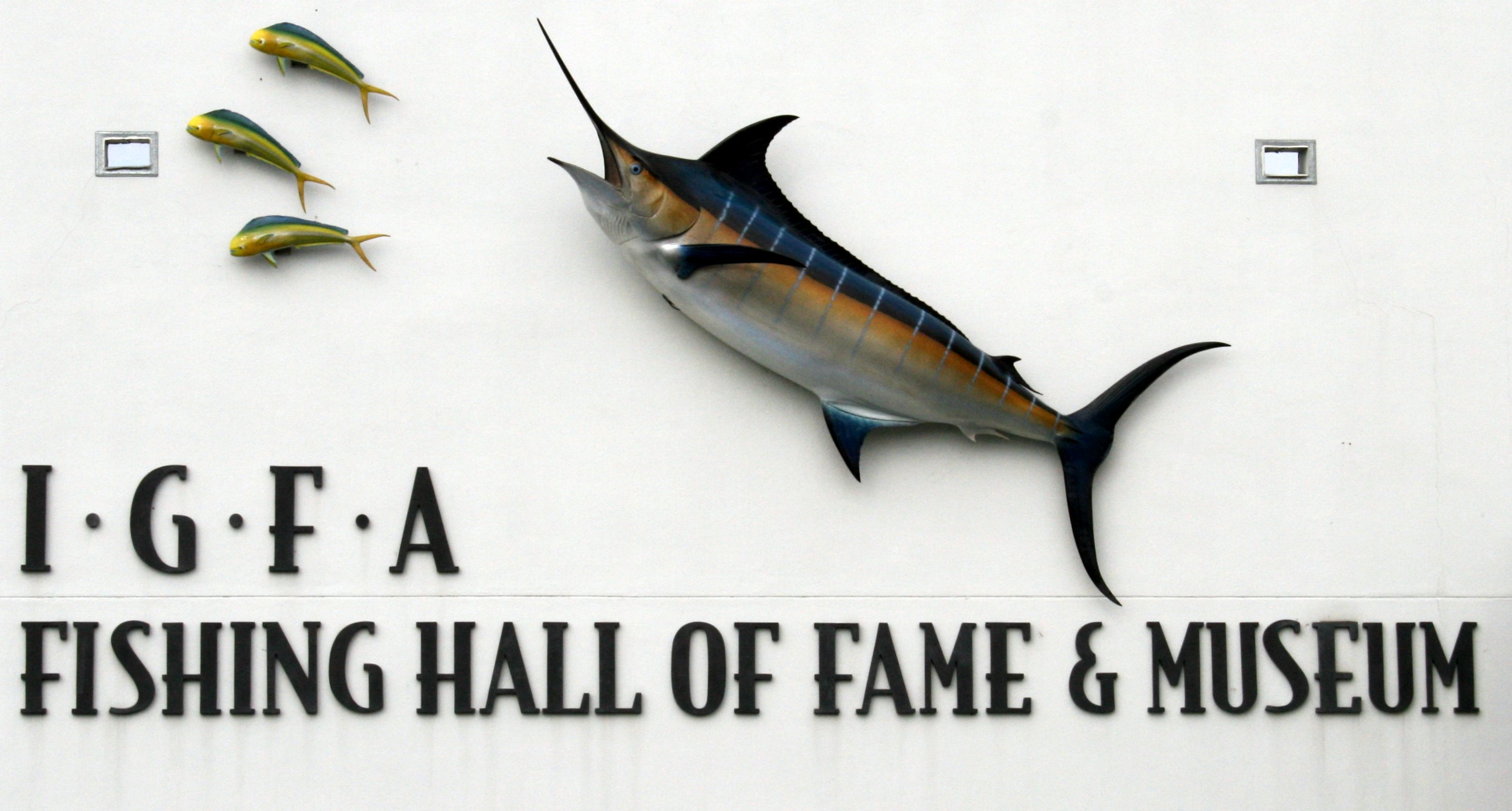
Foto del salón de la fama y museo de la IGFA en su sede en Florida.

La International Game Fish Association (IGFA) o la Asociación Internacional de Pesca Deportiva es la autoridad mundial que regula la pesca con caña y el encargado de la pesca de Récord a nivel mundial más importante y que regula las categorías de los pescados.
Fue fundada en 1939 por Eugine Castle y Frank Mouse y actualmente tiene su sede en la ciudad de Dania Beach en Florida (Estados Unidos).
Esta asociación es la responsable de haber estandarizado mundialmente las técnicas, nomeclaturas y códigos referentes a la pesca deportiva. La IGFA promueve enérgicamente el Capturar y Soltar (Catch and Release, C&R) por la conservación de las especies, particularmente aquellas consideradas más deportivas.
Los participantes que son profesionales y se rigen bajo esta institución procuran seguir sus reglas rigurosas para el juego limpio y exigencias de línea para recibir el honor de listado en su informe "Pesca deportiva de Récord mundial", la principal publicación de esta índole. La publicación también da consejos de pesca, y tiene una guía de identificación de pescados muy extensa. El IGFA es también un defensor ardiente de conservación de hábitat acuática, y coopera con biólogos y científicos en todo el mundo.
- Datos: Q478415